# Dipartimento di Téra
Il dipartimento di Téra è un dipartimento del Niger facente parte della regione di Tillabéri. Il capoluogo è Téra.

## Geografia antropica
Il dipartimento di Téra è suddiviso in 8 comuni:

### Comuni urbani
- Téra

### Comuni rurali
- Bankilare
- Dargol
- Diagourou
- Gorouol
- Gothèye
- Kokorou
- Mehana